# Giovanni Lamola
 (mars 2022).
Giovanni Lamola, né vers 1400 à Bologne et mort dans cette même ville en 1450, est un littérateur et humaniste italien du 15e siècle.

## Biographie
Né à Bologne vers 1400, il alla très-jeune à Vérone fréquenter l’école de Guarino, et ensuite à Florence, où il fut précepteur des fils du patricien Palla Strozzi. En 1427, il se rendit à Milan. Ce fut alors qu’il y fit la découverte du meilleur et plus complet manuscrit d’Aulus Cornelius Celsus. De cette ville il passa à Pavie, où il fut professeur de belles-lettres dans l’université. En 1434, il alla à Venise, et y resta quelque temps ; il n’en sortit même que parce que la peste s’y était déclarée. Alors il revint à Bologne, où il professait encore les humanités en 1448. La contagion de Venise ayant gagné le pays que Lamola habitait, il ne trouva plus de quoi subsister par l’enseignement, qui était sa seule ressource. Sa détresse l’obligea d’implorer la bienveillance du pape, qui se hâta de lui procurer des secours, et lui prodigua même des faveurs auxquelles il ne s’attendait pas. Lamola partit pour Rome, afin d’en exprimer sa reconnaissance au pontife, et peu de temps après son arrivée il y mourut, jeune encore, en 1450.

## Œuvres
Ses ouvrages sont conservés en manuscrits, les uns dans la Bibliothèque Ambrosienne, les autres dans la Bibliothèque nationale autrichienne. Du nombre des premiers sont :
- une Dissertation en forme de lettre à la louange de la philosophie ;
- une Lettre adressée à Sigismondo Marliano, Milanais.

Du nombre des seconds sont :
- un Discours prononcé en 1441, à l’élection d’un gonfalonnier bolonais ;
- un livre De pudicitia, adressé à Guidantonio Lambertini en 1443 ;
- un Discours à la louange de Giacomo Lavagnola, autre disciple de Guido.